# 羽後飯塚駅
羽後飯塚駅（うごいいづかえき）は、秋田県潟上市飯田川飯塚樋ノ下にある、東日本旅客鉄道（JR東日本）奥羽本線の駅である。

## 歴史

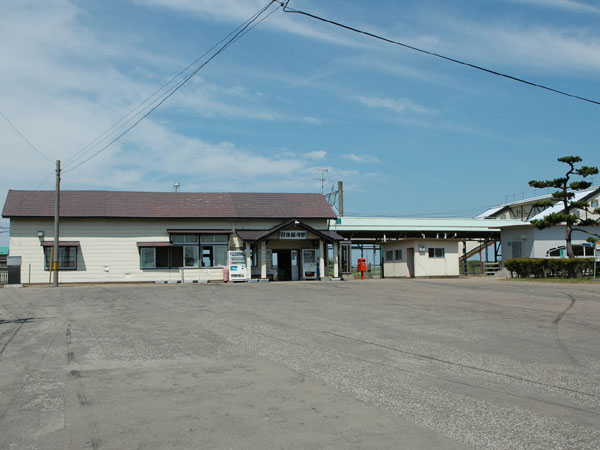
旧駅舎（2004年8月）

- 1927年（昭和2年）11月17日：鉄道省の駅として南秋田郡飯田川村に開業[2]。
- 1947年（昭和22年）8月12日：昭和天皇の戦後巡幸があり、お召し列車が鷹ノ巣駅発 - 羽後飯塚駅着、羽後飯塚駅発 - 秋田駅着で運転[3]。
- 1949年（昭和24年）6月1日：公共企業体日本国有鉄道（国鉄）が発足。
- 1970年（昭和45年）10月1日：貨物取扱を廃止[4]。
- 1982年（昭和57年）7月10日：荷物扱いを廃止[5]。駅員無配置駅となる[6]。
- 1987年（昭和62年）4月1日：国鉄分割民営化により、JR東日本の駅となる[4]。
- 2010年（平成22年）4月1日：八郎潟駅から土崎駅に管理駅が変更となる。
- 2016年（平成28年）
  - 7月：駅舎改築工事に着手[報道 1]。
  - 8月10日：駅舎改築工事に伴い、仮駅舎の供用を開始[報道 2][新聞 1]。
  - 12月23日：新駅舎の使用を開始[報道 3]。
- 2018年（平成30年）3月17日：快速の停車駅となる[報道 4]。
- 2024年（令和6年）10月1日：えきねっとQチケのサービスを開始[1][報道 5]。

## 駅構造
単式ホーム1面1線と島式ホーム1面2線、計2面3線のホームを持つ地上駅である。互いのホームは跨線橋で連絡している。
土崎駅管理の簡易委託駅である。

### のりば
| 番線 | 路線      | 方向 | 行先     |
| ---- | --------- | ---- | -------- |
| 1    | ■奥羽本線 | 上り | 秋田方面 |
| 2・3 | ■奥羽本線 | 下り | 青森方面 |

- 2番線は上下共用の待避線であり、一部の下り列車などが使用する。

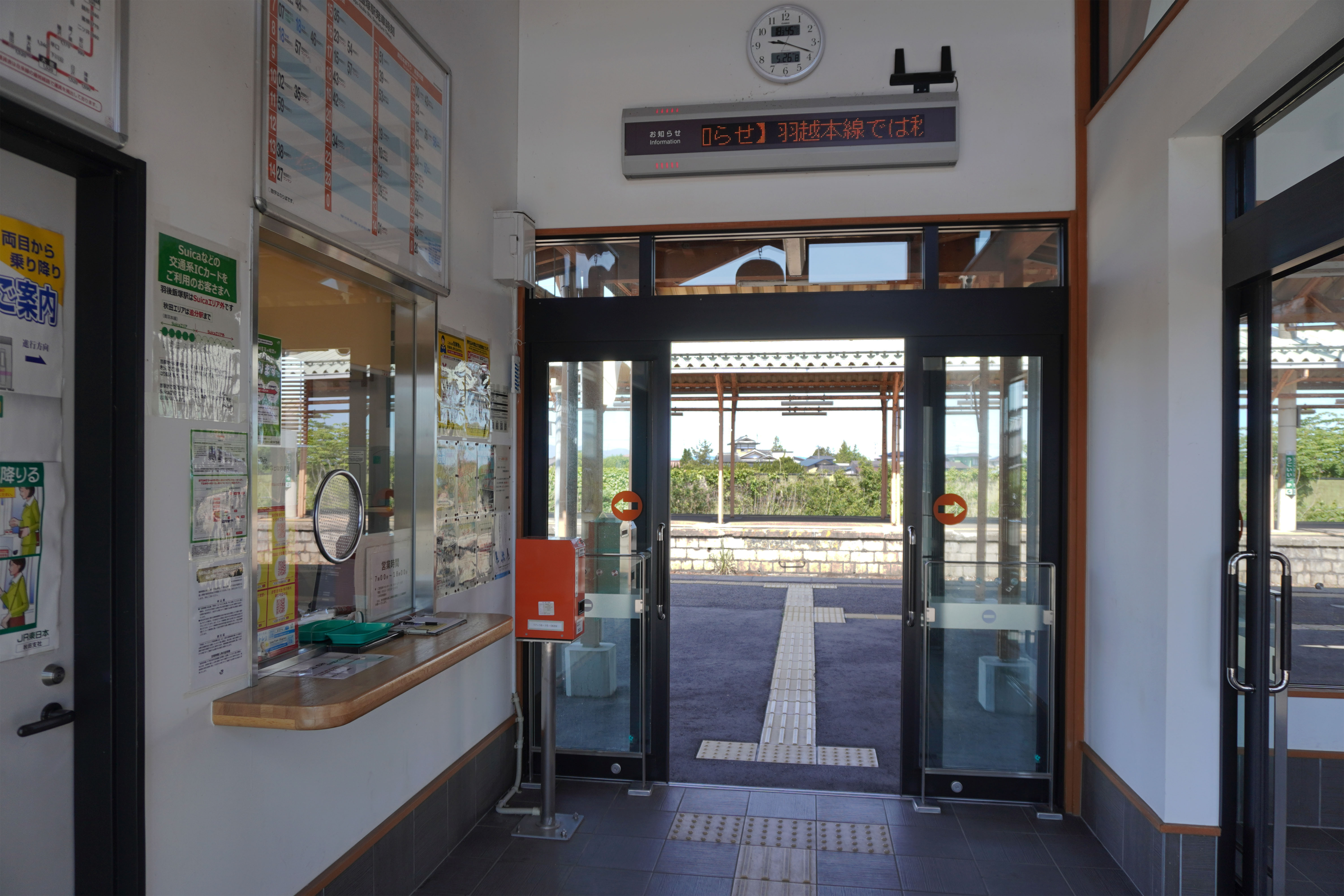
改札口と出札窓口（2024年5月）
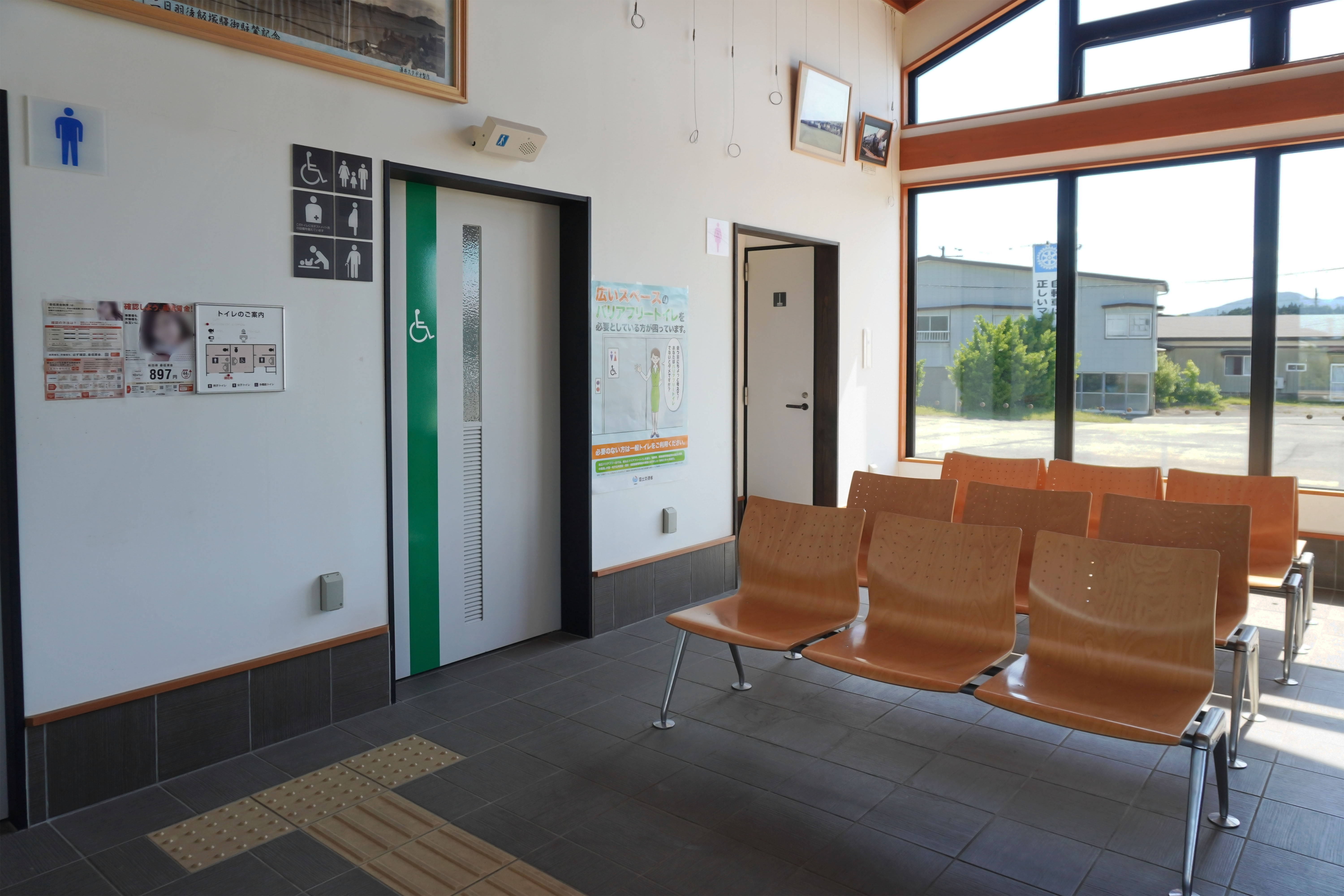
待合室（2024年5月）
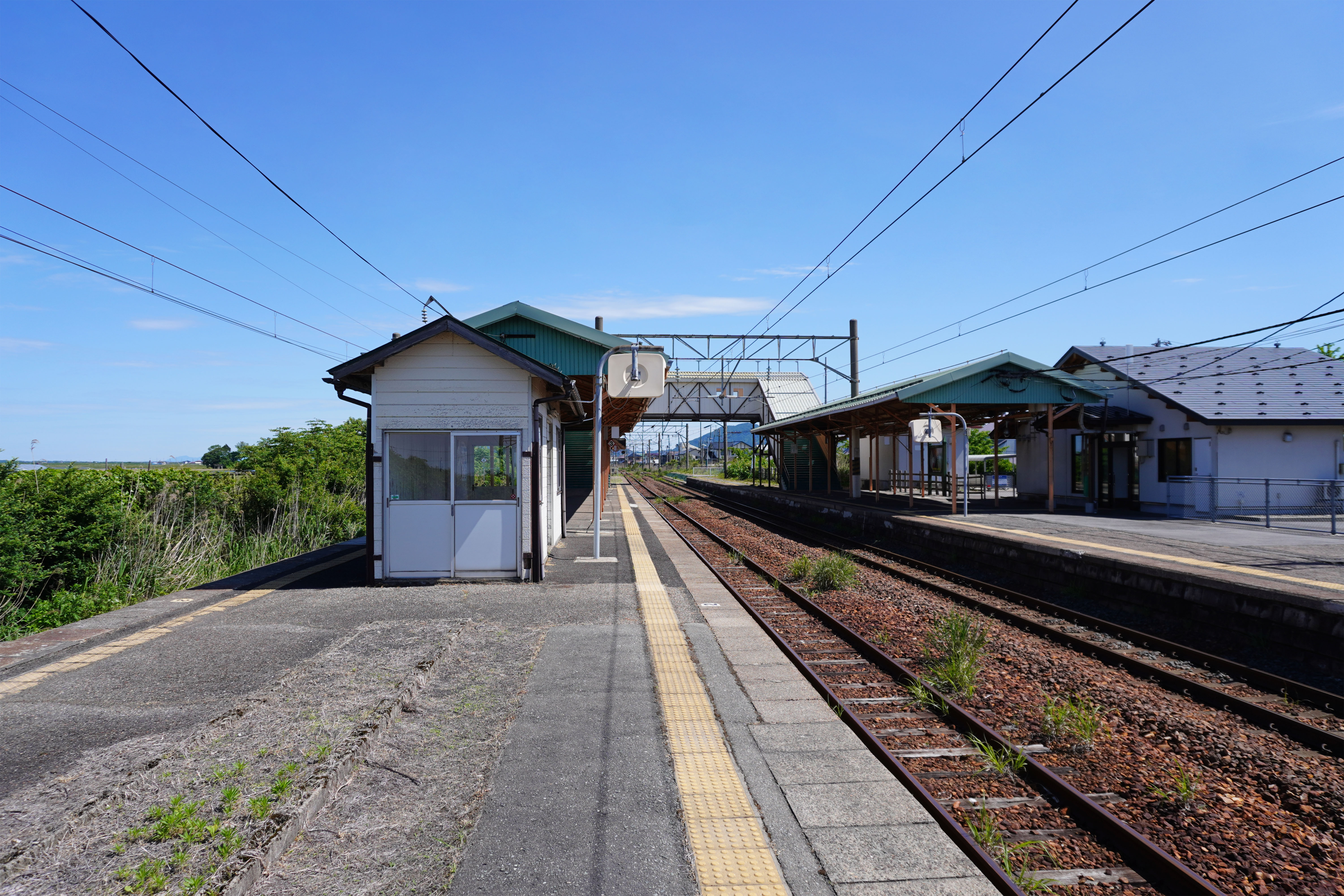
ホーム（2024年5月）

## 利用状況
JR東日本によると、2023年度（令和5年度）の1日平均乗車人員は95人である。
2000年度（平成12年度）以降の推移は以下のとおりである。
| 1日平均乗車人員推移 | 1日平均乗車人員推移 | 1日平均乗車人員推移 | 1日平均乗車人員推移 | 1日平均乗車人員推移 |
| 年度                | 定期外              | 定期                | 合計                | 出典                |
| ------------------- | ------------------- | ------------------- | ------------------- | ------------------- |
| 2000年（平成12年）  |                     |                     | 185                 | [ 利用客数 2 ]      |
| 2001年（平成13年）  |                     |                     | 170                 | [ 利用客数 3 ]      |
| 2002年（平成14年）  |                     |                     | 151                 | [ 利用客数 4 ]      |
| 2003年（平成15年）  |                     |                     | 147                 | [ 利用客数 5 ]      |
| 2004年（平成16年）  |                     |                     | 149                 | [ 利用客数 6 ]      |
| 2005年（平成17年）  |                     |                     | 151                 | [ 利用客数 7 ]      |
| 2006年（平成18年）  |                     |                     | 142                 | [ 利用客数 8 ]      |
| 2007年（平成19年）  |                     |                     | 135                 | [ 利用客数 9 ]      |
| 2008年（平成20年）  |                     |                     | 126                 | [ 利用客数 10 ]     |
| 2009年（平成21年）  |                     |                     | 126                 | [ 利用客数 11 ]     |
| 2010年（平成22年）  |                     |                     | 126                 | [ 利用客数 12 ]     |
| 2011年（平成23年）  |                     |                     | 130                 | [ 利用客数 13 ]     |
| 2012年（平成24年）  | 27                  | 101                 | 128                 | [ 利用客数 14 ]     |
| 2013年（平成25年）  | 25                  | 93                  | 119                 | [ 利用客数 15 ]     |
| 2014年（平成26年）  | 24                  | 84                  | 108                 | [ 利用客数 16 ]     |
| 2015年（平成27年）  | 23                  | 92                  | 115                 | [ 利用客数 17 ]     |
| 2016年（平成28年）  | 22                  | 97                  | 119                 | [ 利用客数 18 ]     |
| 2017年（平成29年）  | 21                  | 87                  | 108                 | [ 利用客数 19 ]     |
| 2018年（平成30年）  | 22                  | 84                  | 106                 | [ 利用客数 20 ]     |
| 2019年（令和元年）  | 21                  | 79                  | 101                 | [ 利用客数 21 ]     |
| 2020年（令和02年）  | 14                  | 80                  | 95                  | [ 利用客数 22 ]     |
| 2021年（令和03年）  | 13                  | 76                  | 90                  | [ 利用客数 23 ]     |
| 2022年（令和04年）  | 15                  | 69                  | 84                  | [ 利用客数 24 ]     |
| 2023年（令和05年）  | 17                  | 78                  | 95                  | [ 利用客数 1 ]      |

## 駅周辺
- 小玉醸造 - 酒蔵を改造したギャラリーがあり、中村征夫の作品を中心に展示。
- 飯田川郵便局
- 秋田県道303号秋田昭和飯田川線
- 秋田県道104号男鹿昭和飯田川線
- 国道7号
- 秋田中央交通「飯塚駅入口」停留所
- ドン・キホーテ 潟上店

## 隣の駅
東日本旅客鉄道（JR東日本）
■奥羽本線
□快速・■普通
大久保駅 - 羽後飯塚駅 - 井川さくら駅

### 記事本文

#### 報道発表資料
1. ↑  「奥羽本線 羽後飯塚駅舎改築工事に着手します (PDF)」（プレスリリース）、東日本旅客鉄道秋田支社、2016年7月1日。2020年5月17日閲覧。
2. ↑  「奥羽本線 羽後飯塚駅舎改築工事に伴い仮駅舎で営業いたします (PDF)」（プレスリリース）、東日本旅客鉄道秋田支社、2016年8月2日。2020年5月17日閲覧。
3. ↑  「奥羽本線 羽後飯塚駅は間もなく完成です! (PDF)」（プレスリリース）、東日本旅客鉄道秋田支社、2016年12月2日。2016年12月12日閲覧。
4. ↑  「2018年3月ダイヤ改正について (PDF)」（プレスリリース）、東日本旅客鉄道秋田支社、2017年12月15日。2020年5月17日閲覧。
5. ↑  「Suicaエリア外もチケットレスで! 東北エリアから「えきねっとQチケ」がはじまります (PDF)」（プレスリリース）、東日本旅客鉄道、2024年7月11日。2024年8月6日閲覧。

#### 新聞記事
1. ↑  「JR羽後飯塚駅 あすから仮駅舎での営業を開始」『交通新聞』交通新聞社、2016年8月9日。

### 利用状況
1. 1 2  「各駅の乗車人員 2023年度 101位以下（8）| 企業サイト：JR東日本」東日本旅客鉄道。2025年7月19日閲覧。
2. ↑  「JR東日本：各駅の乗車人員（2000年度）」東日本旅客鉄道。2025年7月19日閲覧。
3. ↑  「JR東日本：各駅の乗車人員（2001年度）」東日本旅客鉄道。2025年7月19日閲覧。
4. ↑  「JR東日本：各駅の乗車人員（2002年度）」東日本旅客鉄道。2025年7月19日閲覧。
5. ↑  「JR東日本：各駅の乗車人員（2003年度）」東日本旅客鉄道。2025年7月19日閲覧。
6. ↑  「JR東日本：各駅の乗車人員（2004年度）」東日本旅客鉄道。2025年7月19日閲覧。
7. ↑  「JR東日本：各駅の乗車人員（2005年度）」東日本旅客鉄道。2025年7月19日閲覧。
8. ↑  「JR東日本：各駅の乗車人員（2006年度）」東日本旅客鉄道。2025年7月19日閲覧。
9. ↑  「JR東日本：各駅の乗車人員（2007年度）」東日本旅客鉄道。2025年7月19日閲覧。
10. ↑  「JR東日本：各駅の乗車人員（2008年度）」東日本旅客鉄道。2025年7月19日閲覧。
11. ↑  「JR東日本：各駅の乗車人員（2009年度）」東日本旅客鉄道。2025年7月19日閲覧。
12. ↑  「JR東日本：各駅の乗車人員（2010年度）」東日本旅客鉄道。2025年7月19日閲覧。
13. ↑  「JR東日本：各駅の乗車人員（2011年度）」東日本旅客鉄道。2025年7月19日閲覧。
14. ↑  「JR東日本：各駅の乗車人員（2012年度）」東日本旅客鉄道。2025年7月19日閲覧。
15. ↑  「各駅の乗車人員 2013年度 ベスト100以外（9）：JR東日本」東日本旅客鉄道。2025年7月19日閲覧。
16. ↑  「各駅の乗車人員 2014年度 ベスト100以外（9）：JR東日本」東日本旅客鉄道。2025年7月19日閲覧。
17. ↑  「各駅の乗車人員 2015年度 ベスト100以外（8）：JR東日本」東日本旅客鉄道。2025年7月19日閲覧。
18. ↑  「各駅の乗車人員 2016年度 ベスト100以外（8）：JR東日本」東日本旅客鉄道。2025年7月19日閲覧。
19. ↑  「各駅の乗車人員 2017年度 ベスト100以外（8）：JR東日本」東日本旅客鉄道。2025年7月19日閲覧。
20. ↑  「各駅の乗車人員 2018年度 ベスト100以外（8）：JR東日本」東日本旅客鉄道。2025年7月19日閲覧。
21. ↑  「各駅の乗車人員 2019年度 ベスト100以外（8）：JR東日本」東日本旅客鉄道。2025年7月19日閲覧。
22. ↑  「各駅の乗車人員 2020年度 101位以下（8）| 企業サイト：JR東日本」東日本旅客鉄道。2025年7月19日閲覧。
23. ↑  「各駅の乗車人員 2021年度 101位以下（8）| 企業サイト：JR東日本」東日本旅客鉄道。2025年7月19日閲覧。
24. ↑  「各駅の乗車人員 2022年度 101位以下（8）| 企業サイト：JR東日本」東日本旅客鉄道。2025年7月19日閲覧。